# Doliogethes seriatus
Doliogethes seriatus är en tvåvingeart som först beskrevs av Christian Rudolph Wilhelm Wiedemann 1821.  Doliogethes seriatus ingår i släktet Doliogethes och familjen svävflugor. Inga underarter finns listade i Catalogue of Life.